# Glyceria declinata
Glyceria declinata là một loài thực vật có hoa trong họ Hòa thảo. Loài này được Bréb. mô tả khoa học đầu tiên năm 1859.

## Hình ảnh

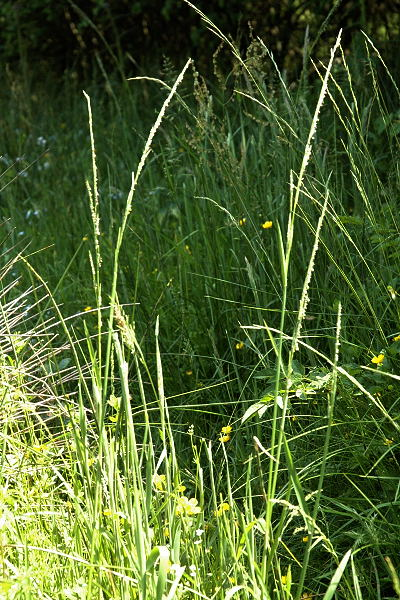
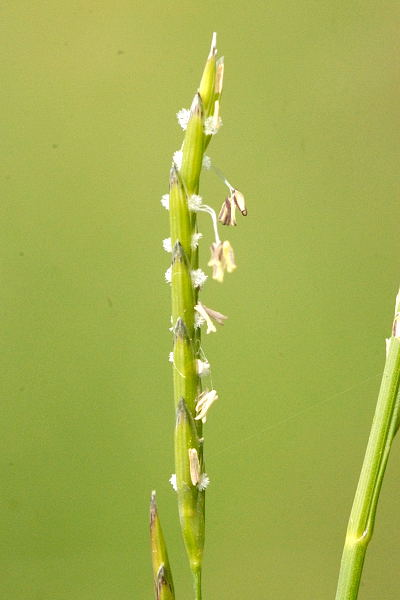